# Odars
Odars är en kommun i departementet Haute-Garonne i regionen Occitanien i södra Frankrike. Kommunen ligger i kantonen Montgiscard som tillhör arrondissementet Toulouse. År 2022 hade Odars 920 invånare.

## Befolkningsutveckling
Antalet invånare i kommunen Odars
Referens:INSEE